# (10670) Seminozhenko
(10670) Seminozhenko est un astéroïde de la ceinture principale.

## Description
(10670) Seminozhenko est un astéroïde de la ceinture principale. Il fut découvert le 14 août 1977 à Naoutchnyï par Nikolaï Tchernykh. Il présente une orbite caractérisée par un demi-grand axe de 2,75 UA, une excentricité de 0,10 et une inclinaison de 5,0° par rapport à l'écliptique.

## Compléments